# Chi Mei Corporation
Chi Mei Corporation (chiń. 奇美實業; pinyin Qíměi Shíyè) – przedsiębiorstwo chemiczne działające na Tajwanie, producent tworzyw sztucznych.
Przedsiębiorstwo założył w 1960 roku Shi Wen-long. Produkowało ono polimery ABS oraz PMMA. Innymi tworzywami produkowanymi przez Chi Mei są: poli(styren-co-akrylonitryl), polistyren, poliwęglany, ASA, elastomery termoplastyczne (TPE), polibutadien oraz kauczuk syntetyczny (butadien-styren). Zdolności produkcyjne fabryk Chi Mei wynoszą 3,6 miliona ton, w tym 2,1 mln ton ABS oraz 330 tys. ton PMMA, dzięki czemu firma jest największym producentem tych materiałów na świecie.  
W 1996 roku utworzona została pierwsza spółka zależna firmy poza Tajwanem, Zhenjiang Chimei Chemical, zlokalizowana w Zhenjiang w Chinach.
W 1992 roku założyciel i właściciel firmy, Shi Wen-long, założył prywatne muzeum Chimei. Początkowo mieściło się w budynku administracyjnym firmy, w 2014 roku przeniesiono je do nowego budynku w parku miejskim.

## Źródła
- Strona firmy. chimeicorp.com. [zarchiwizowane z tego adresu (2016-11-07)].